# Afroedura donveae
Afroedura donveae — вид геконоподібних ящірок родини геконових (Gekkonidae). Ендемік Анголи. Описаний у 2021 році.

## Поширення і екологія
Afroedura donveae мешкають на південному заході провінції Намібе.